# SpaceWire
 (mars 2023).
Si vous disposez d'ouvrages ou d'articles de référence ou si vous connaissez des sites web de qualité traitant du thème abordé ici, merci de compléter l'article en donnant les références utiles à sa vérifiabilité et en les liant à la section « Notes et références ».
 (mars 2023).
SpaceWire est un bus informatique basé historiquement sur le standard IEEE 1355 et spécifié sous forme de standard Européen (ECSS-E-ST-50-12C) car initié par l'Agence spatiale européenne.

## Description
Il permet de communiquer à des débits jusqu'à 400 Mb/s entre des charges utiles sur satellites.
Un certain nombre d'entreprises européennes (Ingespace, SKYLAB Industries, STAR-Dundee, 4Links, etc.) et les agences spatiales utilisent le protocole sur les charges utiles de missions internationales.